# Yabarana jezik
Yabarana jezik (yauarana, yawarana; ISO 639-3: yar), indijanski jezik karipske porodice kojim govori još svega 35 osoba (1977 E. Migliazza) iz istoimenog plemena u bazenu rijeke Manapiare, država Amazonas, Venezuela. Srodan je jezicima mapoyo [mcg] i pémono [pev], i nije isto što i yabaâna [ybn] iz susjednog Brazila.
Ima dva dijalekta, curasicana, kojim govore Curasicana Indijanci i wokiare (Uaiquiare, Guayqueri).

## Vanjske poveznice
- Ethnologue (14th)
- Ethnologue (15th)